# Грб Нордланда
Грб Нордланда је званични симбол норвешког округа Нордланд. Грб је званично одобрен краљевском резолуцијом од 15. јануара 1965. године.

## Опис грба
Грб је представљен црним бродом на златној подлози шпицастог грба.
То симболише типични локални тип брода, познат као нордландсбат. Овај брод је био у широкој употреби за риболов у овом региону у старим временима, а сада се још увек користи само за рекреацију. Црна боја симболизује катран који је коришћен на бродовима. Златно поље штита односи се на сунце.